# محشي لفت

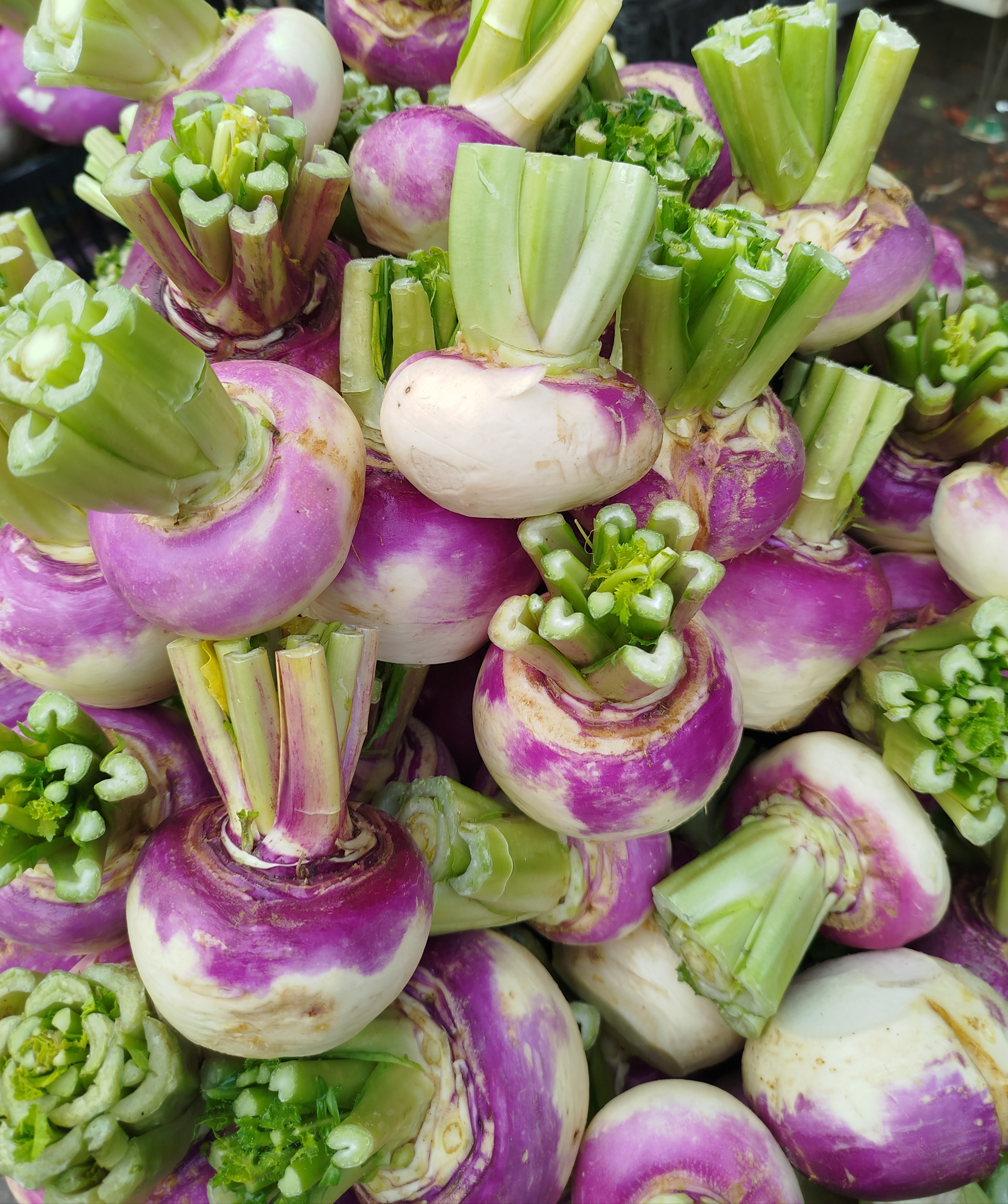
نبات اللفت معد للطبخ، وهو من الأكلات الشعبية التراثية الشهية في المطبخ الفلسطيني والعربي في فصل الشتاء

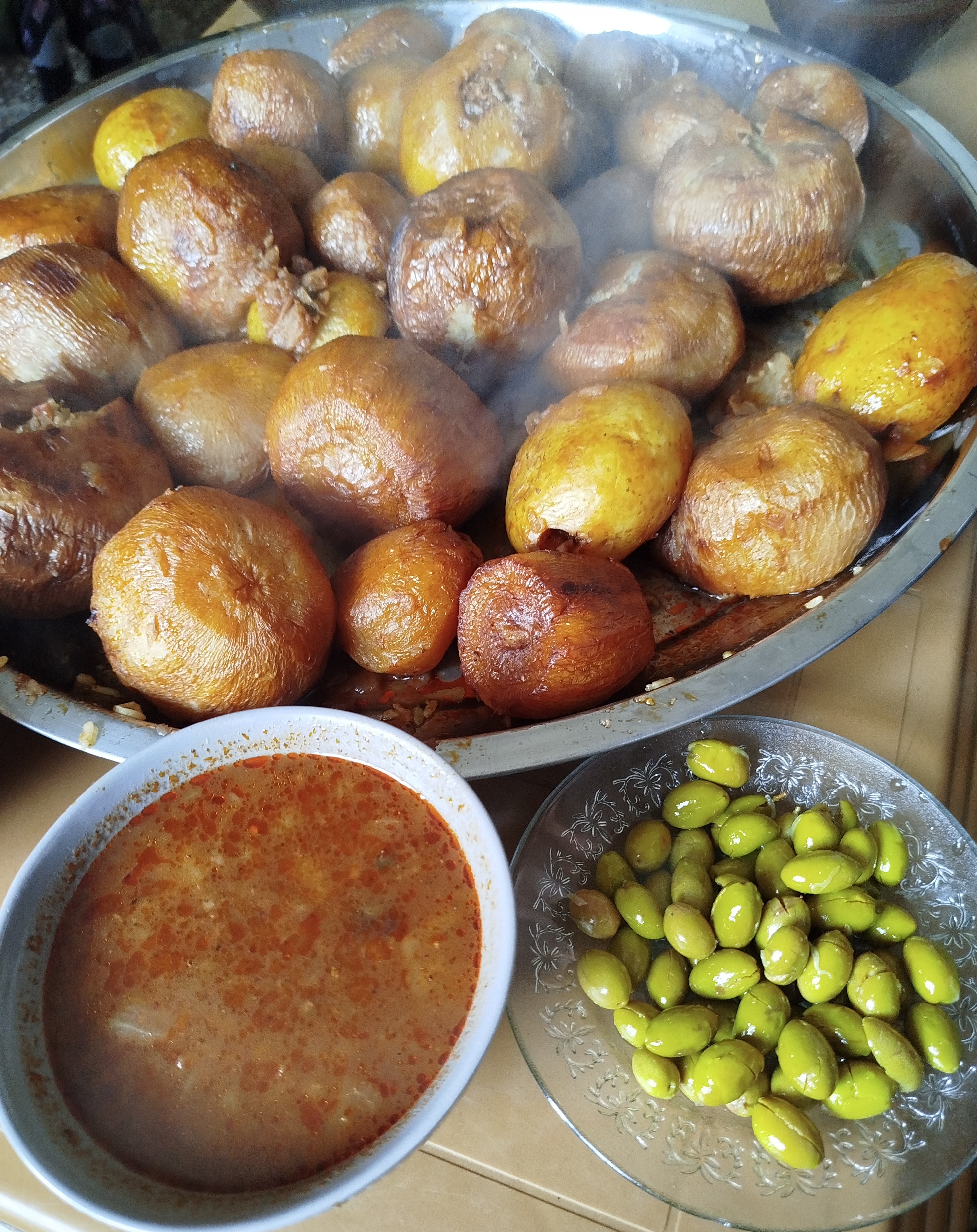
طبق محشي لفت باللحمة والرز والسماق البلدي وصلصة البندورة، وهو من الأكلات التراثية الشهية في المطبخ الفلسطيني والمطبخ العربي وخاصة في فصل الشتاء.

محشي لفت هو من الأكلات التراثية الشهية في المطبخ الفلسطيني والعربي وخاصة في فصل الشتاء، واللفت من الخضار الجذرية (بالإنجليزية: Turnip)، لونه مائل للوردي ومنه الأبيض، يستخدم أيضاً للسلطات والمخللات.

## مكونات محشي اللفت
يتكون الطبق من حبات اللفت المحشوة باللحم والارز والسماق ومرقة البندورة، وبالطحينية والتمر الهندي، مضاف اليه البهارات والتوابل اللازمة، ثم توضع حبات اللفت في مقلاة قبل الطبخ.